# کسب (ملایر)
کسب (ملایر)، روستایی از توابع بخش جوکار شهرستان ملایر در استان همدان ایران است. پلاک ماشین هایشان ایران ۲۸ ج،ل،ن

## جمعیت
این روستا در دهستان جوکار قرار دارد و براساس سرشماری مرکز آمار ایران در سال ۱۳۹۵، جمعیت آن ۱۰۲۹ نفر (۳۳۲خانوار) بوده‌است.